# The Wombats
Pour l'animal, voir Wombat.
The Wombats est un groupe de rock indépendant anglais.

## Histoire

### Les Débuts (2003–2006)
Les trois futurs membres se rencontrent au Liverpool Institute for Performing Arts (en). L'école leur donne une chance de se produire à un concert devant 20 000 personnes en Chine. C'est le premier voyage du groupe pour jouer à l'extérieur de l'Angleterre. Ils passent leur temps à voyager à travers le pays dans une Opel Agila. Leur premier single Lost in the Post / Party in a Forest (Where's Laura?) sort fin 2006. Ils sortent également un album au Japon appelé Girls, Boys and Marsupials.

### A Guide to Love, Loss & Desperation(2007–)
Le groupe sort une deuxième édition limitée en vinyle appelé Moving to New York en janvier 2007. En mai, le groupe sort leur troisième single Backfire at the Disco les conduisant à sortir leur premier vrai single Kill the Director fin juillet. Il atteint la 35e place aux charts des singles du Royaume-Uni. Leur dernier single Let's Dance to Joy Division est sorti en octobre 2007, pour coïncider avec la sortie de leur premier album intitulé The Wombats Proudly Present: A Guide to Love, Loss and Desperation qui atteint la 15e place aux charts des single du Royaume-Uni. La sortie est suivie d'une tournée européenne qui prend fin avec une Thanksgiving party à l'académie de Liverpool.
Le groupe commence en 2008 en ouverture à la cérémonie d'ouverture à Liverpool pour la capitale européenne de la culture au Liverpool Arena. Moving to New York est réenregistré le 14 janvier 2008 et parvient à la 13e place aux charts devenant leur meilleur score à ce jour. Le groupe a fait une tournée complète du Royaume-Uni entre avril et mai 2008. Le groupe a aussi joué pour Jo Wiley à la BBC Radio 1.
Le 28 février 2008, le groupe gagne le titre de meilleure chanson dancefloor pour Let's Dance to Joy Division des NME Awards. En avril le groupe enregistre aux États-Unis, The Wombats EP.
En juillet 2008, les trois membres du groupe sont brièvement arrêtés par la police britannique après la plainte des avocats de Nancy Meyers prétendant que les paroles de la chanson Kill the Director était une « menace » pour sa vie. La police a décidé de ne pas les poursuivre.
Le 6 août 2008, alors qu'ils étaient en tournée en Australie, le groupe en profite pour apparaître dans la série Les Voisins. Ils jouent Kill the Director et Let's Dance to Joy Division dans l'épisode Charlie's.
Le groupe a également joué dans le deuxième épisode de FM, une série britannique diffusée depuis le 25 février 2009.
En août 2010 The Wombats sortent un nouveau single Tokyo (Vampires & Wolves) et en novembre 2010 ils parlent enfin de leur futur album et mettent en téléchargement gratuit l'un des titres Jump Into The Fog sur leur site en échange de la simple adhésion à leur newsletter.
Fin 2011, leur chanson Techno Fan est utilisée dans les spots télévisés de la compagnie aérienne easyJet.

## Discographie

### Albums studio
- 2007 : The Wombats Proudly Present: A Guide to Love, Loss and Desperation
- 2011 : The Wombats Proudly Present: This Modern Glitch
- 2015 : Glitterbug
- 2018 : Beautiful People Will Ruin Your Life
- 2022 : Fix Yourself, Not the World
- 2025 : Oh! the Ocean

### EP
- 2006 : Girls, Boys and Marsupials
- 2007 : The Wombats Go Pop! Pop! Pop!
- 2008 : The Wombats EP
- 2011 : The Wombats Proudly Present: This Acoustic Glitch
- 2015 : Glitterbug B Sides EP

### Compilations
- 2019 : B - Z Sides (2003-2017) [In Rough Chronological Order]